# Olympique Marocain (omnisports)
L'Olympique Marocain (en arabe : الأولمبيك المغربي), plus couramment abrégé en OM, est un club marocain omnisports fondé en 1919 et basé à Agdal, un quartier de Rabat.

## Histoire
Tandis que les autres sections subsistent encore comme celles du tennis et de l'aviron sous le nom originale du club, Olympique Marocain, la section de football du club disparaît en 1956 après la fusion avec les deux équipes : AS Rabat (appelé anciennement SC Rabat) et Charaf Akkari (équipe corporatif) pour former la nouvelle équipe baptisée Association Sportive Charaf Olympique Marocain (ASCOM), équipe qui a participé en Division Honneur du championnat du Maroc lors de la saison 1956/57 sans connaitre le succés en terminant son parcours à la dernièrre place du classement final et quitta la division d'élite.

## Palmarès

### Section football
| Compétitions nationales | Compétitions internationales                                                                            |
| --- | --- |
| - Botola (Division Honneur) (6) : - Champion : 1920/21, 1922/23, 1925/26, 1929/30, 1935/36, 1936/37 - Coupe du Maroc (2) : - Vainqueur : 1925, 1926 - Finaliste : 1939, 1956 - Botola (Division Pré-honneur) (2) : - Champion : 1940/41, 1949 - Vice-champion : 1953 - Première Division (1) : - Champion : 1939/40 - Supercoupe du Maroc : - Finaliste : 1930, 1936, 1937 | - Coupe d'Afrique du Nord (1) : - Vainqueur : 1938 - Championnat d'Afrique du Nord : - Finaliste : 1930 |

Titres Amicaux
- Tournoi de Sixte (1)
  - Vainqueur : 1934[1]

- Tournoi de Rabat (1)
  - Vainqueur : 1948

### Section volleyball
- Botola d'Ex (1)
  - Champion : 1938

## Image et identité

- Logo du club section Tennis